# Arnaud de Faugères

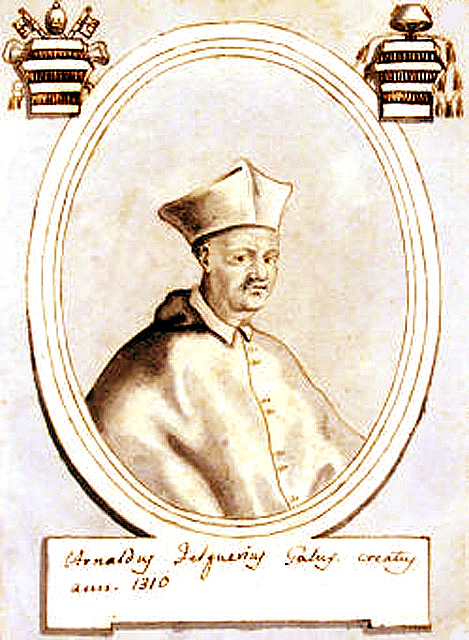
Arnaud de Faugères

Arnaud de Faugères (* in Château de Miramont, Frankreich; † 20. September 1317 in Avignon) war ein französischer Kardinal und Erzbischof.

## Leben
Arnaud de Faugères war Archidiakon und Propst von Arles. Am 30. Januar 1308 wurde er dank der Unterstützung des Grafen der Provence und Königs von Sizilien, Robert I., Erzbischof von Arles. Papst Clemens V. weihte ihn am 11. März in Poitiers zum Bischof.
Auf Ersuchen von Papst Clemens V. intervenierte er beim französischen König Philipp dem Schönen und wurde dafür am 19. Dezember 1310 zum Kardinalbischof von Sabina ernannt. Kurz darauf wurde er mit der Untersuchung von Verbrechen des Templerordens beauftragt. Im Jahr 1311 wurde er von seinem Bruder Gaillard de Faugères als Erzbischof von Arles abgelöst.
Am 19. Juni 1311 verließ er Avignon. Um 1312 wurde er zum Camerlengo der Heiligen Römischen Kirche ernannt. Gemeinsam mit den Kardinälen Francesco Napoleone Orsini und Niccolò Alberti OP wurde er zum Legaten in Rom ernannt, um am 29. Juni 1312 in der Lateranbasilika Kaiser Heinrich VII. zu krönen. Dies war die einzige Kaiserkrönung, die durch vom Papst ernannte Kardinäle erfolgte. Am 6. Oktober kehrte er nach Avignon zurück.
Er nahm am Konklave im Dominikanerkloster in Lyon teil, das am 1. Mai 1314 begann und am 7. August 1316 mit der Wahl von Papst Johannes XXII. zum Papst endete.
Nach seinem Tod wurde er in der Kirche Saint-Pierre in der Gemeinde La Romieu (Arrondissement Condom, damals Region Midi-Pyrénées) begraben.